# Cryphaea consimilis
Cryphaea consimilis är en bladmossart som beskrevs av Montagne 1845. Cryphaea consimilis ingår i släktet Cryphaea och familjen Cryphaeaceae. Inga underarter finns listade i Catalogue of Life.